# 2009年の自転車競技
2009年の自転車競技（2009ねんのじてんしゃきょうぎ）では2009年の自転車競技について記述する。

## 概要

### ロードレース
従前のUCIプロツアーの制度を維持しつつ、2008年度に、国際自転車競技連合(UCI)と、グランツール主催者グループとの、制度上における対立構図が元で、UCIプロツアー対象レースから離脱することになった大半のレースについては、『ヒストリカルレース』（歴史的レース）というカテゴリーに分類され、以上2つのカテゴリーを包含したものを、UCIワールドカレンダー（UCI World Calendar）として実施する運びとなった。なお、個人、チーム、国別の各総合成績はUCIワールドカレンダーに移行して争われることになった。

### 競輪

#### 特別競輪改革
4月よりスタートの2009年度の特別競輪について、大幅な変更がなされる。
主なポイント
- 4月開催、GIIの共同通信社杯春一番、5月開催、GIのSSシリーズ風光るを新設。
- 全日本選抜競輪を12月から8月に、競輪祭を1月から11月にそれぞれ開催を移行。
- オールスター競輪におけるポイント制を廃止。敗者復活制度を導入。

#### 外国人選手短期免許制度の導入
当年より、国際競輪という括りをやめ、JKAが特に国際大会等において成績優秀と認める外国人選手について、4月から9月までの間、3ヶ月間以上の滞在を条件に、競輪選手としての短期免許を交付することになった。なお、当該免許の有効期限は原則2年間。対象選手はS級2班にランクされ、S級シリーズ(FI)にしか出場することができない。また、滞在にかかる諸経費は自己負担となる。
当年に短期免許が交付された選手は以下の5名。
- テーン・ムルダー （ オランダ）
- ロス・エドガー （ イギリス）
- シェーン・パーキンス （ オーストラリア）
- マシュー・クランプトン （ イギリス）
- ジョサイア・ヌグ （ マレーシア）

## できごと

### 1月
- 1月13日……競輪GIレースで3回優勝の実績を誇る山口健治（東京）が選手登録削除され引退。
- 1月16日……2008年度の競輪最優秀選手賞に、井上昌己（長崎）が選出される。北京五輪・ケイリン銅メダルの永井清史（岐阜）は、国際賞と特別功労賞を受賞[3]。
- 1月18日……ツール・ド・フランス総合7連覇達成者（後にドーピングが発覚し剥奪）のランス・アームストロング（アメリカ）が、同日開幕のツアー・ダウンアンダーにおいて、約3年半ぶりに実戦復帰。初日ダウンアンダー・クラシックは64位。
- 1月25日……競輪祭（小倉競輪場）は、山崎芳仁（福島）が2年ぶり2度目の優勝[4]。ツアー・ダウンアンダーは、アラン・デイヴィス（オーストラリア）が初の総合優勝を果たした[5]。なお、2005年のツール・ド・フランス以来のレース復帰を果たしたランス・アームストロングは総合29位だった。
- 1月27日……ツール・ド・フランスのポイント賞を6年連続で受賞した経験を持つ、エリック・ツァベル（ドイツ）が、同胞のロベルト・バルトコと組んだベルリン6日間レースで優勝。このレースを最後に現役を引退することになった。

### 2月
- 2月1日……男子エリートは、ニールス・アルベルト（ベルギー）が初の[6]、女子エリートは、マリアンヌ・フォス（オランダ）が2年ぶり2度目となる[7]、シクロクロス世界選手権制覇を果たした。
- 2月14日……トラックワールドカップ第5戦のコペンハーゲン大会、男子・スクラッチにおいて、盛一大が優勝[8]。日本勢の同大会優勝例は、2003年の第4戦、シドニー大会におけるチームスプリント（長塚智広、伏見俊昭、永井清史）以来のこと。
- 2月15日…東西王座戦決勝が行なわれ、東王座は海老根恵太（千葉）[9]、西王座は加藤慎平（岐阜）[10]がそれぞれ優勝。
- 2月22日……ツアー・オブ・カリフォルニア最終日が行われ、リーヴァイ・ライプハイマー（アメリカ）が総合3連覇を達成[11]。

### 3月
- 3月8日……ソルトレイクシティオリンピック・スピードスケート、500m・1000m日本代表選手で、2003年に競輪選手に転身した武田豊樹（茨城）が、第62回日本選手権競輪決勝を制し、初のGI優勝を果たした[12]。
- 3月9日……競輪が外国人選手の短期登録制度を導入すると発表[13]。
- 3月10日……平成22年度(2010年度)の競輪、GI・GII日程決まる[14]。
- 3月11日……リクイガス所属のジャンニ・ダ・ロスが、筋肉増強剤使用の疑いで、トレーニング先のパドヴァで身柄を拘束される[15]。
- 3月13日……手島慶介の死去に伴い、欠員が生じていた競輪S級S班について、5月1日付より、岡部芳幸を繰り上げ選出することが決まった[16]。
- 3月15日……パリ〜ニースが行われ、ルイス・レオン・サンチェス（スペイン）が初の総合優勝を果たした[17]。
- 3月17日……ティレーノ〜アドリアティコ最終日[18]が行われ、ミケーレ・スカルポーニ（イタリア）が初の総合優勝。
- 3月17日……ツール・ド・フランスの主催者である、アモリ・スポル・オルガニザシオン(ASO)が、当年のツール・ド・フランスに招待する20チームを発表[19]。
- 3月21日……第100回ミラノ〜サンレモが行われ、マーク・カヴェンディッシュ（マン島・イギリス）が初優勝[20]。
- 3月23日……ランス・アームストロング（アメリカ）が、ブエルタ・ア・カスティーリャ・イ・レオン第1ステージで落車転倒し、鎖骨を骨折。25日に手術し、全治8～12週間程度と診断される[21]。
- 3月25日……トラックレース世界選手権初日、女子500mタイムトライアルにおいて、リトアニアのシモーナ・クルペツカイテーが、33秒296の世界記録をマークして初の世界一に。男子チームスプリントはフランス（グレゴリー・ボジェ、ミカエル・ブルガン、ケヴィン・シロー）が4連覇を達成[22]。
- 3月26日……トラックレース世界選手権、男子個人追い抜きにおいて、父母ともにオリンピックメダリストであるテイラー・フィニー（アメリカ）が優勝。男子ケイリンは、マキシミリアン・レヴィ（ドイツ）が初優勝[23]。
- 3月28日……トラックレース世界選手権、女子スプリントにおいて、ヴィクトリア・ペンドルトン（イギリス）が3連覇、4度目の優勝[24]。
- 3月29日……トラックレース世界選手権、男子スプリントは、グレゴリー・ボジェ（フランス）が初優勝[25]。クリテリウム・アンテルナシオナル最終日が行なわれ、イェンス・フォイクト（ドイツ）が総合3連覇を達成した[26]。

### 4月
- 4月5日……ステイン・デヴォルデル（ベルギー）が、ロンド・ファン・フラーンデレンの連覇を達成[27]。
- 4月8日……ヘント〜ウェヴェルヘムは、21歳のエドヴァルド・ボアソン・ハーゲン（ノルウェー）が初優勝[28]。
- 4月9日……日本競輪学校第96期卒業記念レース決勝が行なわれ、同期在校競走成績第1位の西村光太（三重）が優勝[29]。
- 4月11日……バスク一周最終日が行なわれ、アルベルト・コンタドール（スペイン）が総合連覇達成[30]。
- 4月12日……パリ〜ルーベが行なわれ、トム・ボーネン（ベルギー）が連覇、3度目の優勝を果たす[31]。
- 4月17日……アテネオリンピック・個人タイムトライアル金メダリストのタイラー・ハミルトンが、2月に行われた競技外の検査でステロイド系の禁止薬物DHEAで陽性になっていたことが発覚。本人も使用事実を認め、現役引退を表明[32]。
- 4月19日……永井清史（岐阜）が共同通信社杯競輪春一番で優勝[33]。アムステルゴールドレースが行なわれ、セルゲイ・イワノフ（ロシア）が同レース初優勝を果たした[34]。
- 4月22日……フレッシュ・ワロンヌが行なわれ、ダヴィデ・レベッリン（イタリア）が2年ぶり3度目の優勝[35]。
- 4月26日……リエージュ〜バストーニュ〜リエージュが行なわれ、アンディ・シュレク（ルクセンブルク）が初優勝[36]。
- 4月28日……ダヴィデ・レベッリン（イタリア）に、北京オリンピックのドーピング再検査（Aサンプル）において、CERA陽性が発覚[37][38]。
- 4月29日……シュテファン・シューマッハー（ドイツ）にも、北京オリンピックにおけるCERA陽性が発覚[39]。

### 5月
- 5月3日……ツール・ド・ロマンディ最終日が行なわれ、ロマン・クロイツィガー（チェコ）が初の総合優勝を飾る[40]。第25回BMX全日本選手権男子エリートが行なわれ、三瓶将廣が初優勝[41]。
- 5月5日……SSシリーズ風光る決勝戦が行なわれ、伏見俊昭（福島）が初代優勝者に輝く[42]。
- 5月6日……カチューシャは、クリスティアン・ファンベルガー（オーストリア）に対し、当年3月19日に自宅で行われたドーピング検査において陽性の疑いがあるとして、出場禁止を言い渡した[43]。
- 5月9日……4月27日に、二度目のコカイン陽性反応が発覚したトム・ボーネン（ベルギー）に対し、クイックステップは、ボーネンに出場禁止処分を下す[44][45]。
- 5月11日……アレハンドロ・バルベルデ（スペイン）に対し、ローマ・アンチドーピング裁判所が、イタリア国内におけるレースに対し、2年間の出場停止処分を下す。したがって、当年のツール・ド・フランスでは、第16ステージにおいてイタリア領内に入ることから、出場できないことになる[46]。
- 5月17日……全日本プロ選手権自転車競技大会のケイリンにおいて、武田豊樹が4連覇を達成[47]。
- 5月24日……カタルーニャ一周最終日が行なわれ、アレハンドロ・バルベルデ（スペイン）が総合優勝を果たした[48]。ツアー・オブ・ジャパン最終日が行なわれ、セルヒオ・パルディリャ（スペイン）が総合優勝[49]。
- 5月30日……ケヴィン・シロー（フランス）が、モスクワで行われたGP・モスクワの200mフライングタイムトライアルにおいて、9秒650の世界新記録をマーク[50]。
- 5月31日……ジロ・デ・イタリア最終日が行なわれ、デニス・メンショフ（ロシア）が初の総合優勝を決めた[51]。ACCトラックアジアカップ最終日が行なわれ、日本は男子が5種目で優勝[52]。

### 6月
- 6月7日……トム・ボーネン(クイックステップ)が、同日開幕のドーフィネ・リベレより復帰。
- 6月9日……チーム・カチューシャのアントニオ・コロム(スペイン)に対し、UCIは、EPO陽性反応が認められたと公表[53]。
- 6月12日……ブエルタ・ア・エスパーニャに招待する21チームが発表される[54]。
- 6月14日……アレハンドロ・バルベルデ(スペイン)が、ドーフィネ・リベレの総合連覇達成。全日本自転車競技選手権大会ロードレース・個人タイムトライアルが行なわれ、男子は盛一大(愛三工業レーシングチーム)が、女子は萩原麻由子(サイクルスペースあさひ)が優勝[55]。
- 6月17日……UCIは、新ドーピング対策システム、「バイオロジカルパスポート」を発表。これによると、ピエトロ・カウッキオーリ、フランチェスコ・デボニス(以上、イタリア)、リカルド・セラノ、ルーベン・ロバト、イゴル・アスタルロア(以上、スペイン）の5人にドーピング違反の疑いがあると公表。内、カウッキオーリとセラノの2人について、各国自転車競技連盟に対し、出場停止処分に処すよう促した[56]。
- 6月18日……アモリ・スポル・オルガニザシオン(ASO)は、トム・ボーネンに対し、当年のツール・ド・フランスへの参加を認めないことを表明[57]。
- 6月19日……2012年のトラックレース世界選手権の開催地が、メルボルンに決まる[58]。
- 6月20日……イタリア国内選手権個人タイムトライアルが行なわれ、マルコ・ピノッティが、男子同種目3連覇、通算4回目の優勝を果たした[59]。
- 6月21日……ツール・ド・スイス最終日（個人タイムトライアル）が行なわれ、区間優勝を果たしたファビアン・カンチェラーラ（スイス）が、前日までの総合2位から逆転し、初の総合優勝を飾った[60]。第60回高松宮記念杯競輪決勝戦が行なわれ、平原康多（埼玉）が初のGI制覇を果たした[61]。
- 6月24日……2007年のマウンテンバイク・スイス選手権優勝者、ユルク・グラフに対し、オキシロフリンの陽性反応が出たとして、スイスオリンピック委員会は、2011年5月15日までの出場停止処分を科した[62]。
- 6月25日……フランス国内選手権・女子タイムトライアルが行なわれ、50歳のジャニー・ロンゴが優勝[63]。
- 6月27日……英国選手権・女子個人ロードレースが行なわれ、ニコール・クックが同種目9連覇、通算10回目の優勝[64]。
- 6月28日……全日本自転車競技選手権大会・個人ロードレースが行なわれ、男子は西谷泰治[65]、女子は西加南子[66]が優勝。

### 7月
- 7月1日……UCIはバイオロジカルパスポートに基づき、トーマス・デッケル（オランダ）に、EPO陽性反応の疑いがあると公表[67]。
- 7月3日……UCIは、トルコ一周で妨害行為を行ったとしながらも、処分保留となっていたテオ・ボス（オランダ）に対し、当年8月15日から9月14日までの1ヶ月間、出場停止処分とすることを決めた[68]。
- 7月4日……第96回ツール・ド・フランスが開幕。モナコで第1ステージの個人タイムトライアルが行なわれ、13年ぶりに日本国籍選手として同レースに参加した新城幸也は127位、別府史之は174位[69]。
- 7月5日……ツール・ド・フランス第2ステージが行なわれ、新城幸也が5位に入る[70]。
- 7月6日……ツール・ド・フランス第3ステージが行なわれ、別府史之が8位に入る[71]。
- 7月7日……寛仁親王牌決勝が行なわれ、海老根恵太（千葉）がGI初優勝を果たす[72]。
- 7月13日……国際自転車競技連合(UCI)会長に、現職のパット・マッケイドが再任される[73]。
- 7月17日
  - UCIは、イニィーゴ・ランダルセ（エウスカルテル・エウスカディ）とリカルド・セラノ（フジ・セルベット）に対し、Bサンプルにおいて、持続性エリスロポエチン受容体活性化剤（CERA）陽性が認められたとして、出場停止処分を科した[74]。
  - ツール・ド・フランス第13ステージのレース中に、オスカル・フレイレ（ラボバンク）とジュリアン・ディーン（ガーミン・スリップストリーム）の2人が、何者かによって放たれたエアライフルの襲撃を受ける。2人とも幸いにも軽傷で済み、翌日の第14ステージに出走している[75]。
- 7月18日……マウンテンバイク全日本選手権女子・ダウンヒルにおいて、末政実緒（兵庫）が10連覇を達成[76]。
- 7月21日……ロシア自転車競技連盟は、ロシアの2選手にステロイド、1選手にフェナイルピラスタム(Phenylpiracetam)の使用が認められたとして、出場停止処分を科した[77]。
- 7月22日
  - UCIは、ダニーロ・ディルーカに対し、当年のジロ・デ・イタリアにて採取された血液サンプルの中から、第11、18の2ステージにおいて、持続性エリスロポエチン受容体活性化剤（CERA）陽性が認められたとして、出場停止処分を科した[78]。
  - 9月19日開幕のオールスター競輪出場メンバーが発表され、伏見俊昭が初のファン投票第1位となる[79]。
  - 所属チームが当年のジロ・デ・イタリアに招待されなかったことに対して抵抗姿勢を示すため、当年5月、国内選手権者ジャージをイタリア自転車競技連盟に返還した、2008年のイタリア選手権・ロードレース優勝者、フィリッポ・シメオーニに対し、同自転車競技連盟は、4ヶ月の出場停止処分を下した[80]。
- 7月24日……ツール・ド・フランス第19ステージ、別府史之が7位。
- 7月25日……サマーナイトフェスティバル決勝が行われ、武田豊樹が優勝[81]。
- 7月26日
  - ツール・ド・フランスがシャンゼリゼゴールを迎え、アルベルト・コンタドールが2年ぶり2度目の総合優勝を果たす[82]。
  - 別府史之が112位、新城幸也が129位でゴール。ツール・ド・フランス史上初めて、日本国籍選手が完走を果たした。また別府は、同日第21ステージの敢闘賞を獲得[83]。

  - BMX世界選手権最終日が行われ、女子種目は、サラ・ウォーカー（ニュージーランド）がエリート、クルーザーの連覇を達成。
- 7月31日……UCIは、当年のツール・ド・フランス第16ステージを勝利したミケル・アスタルロサ（エウスカルテル・エウスカディ）に対し、当年6月26日にマドリードで行われた国際アンチドーピング機構(WADA)による尿検査の結果、EPO陽性が認められたとして、出場停止処分としていたことを表明[84]。

### 8月
- 8月1日
  - クラシカ・サンセバスティアンが行われ、カルロス・バレードが優勝[85]。
  - マウンテンバイクW杯・ダウンヒル第7戦（カナダ・ブロモン）が行われ、末政実緒が3位に入る[86]。
- 8月4日……全日本選抜競輪決勝戦が行われ、山崎芳仁が2年ぶり2度目の優勝[87]。
- 8月8日……ツール・ド・ポローニュ最終日が行われ、アレッサンドロ・バッランが総合優勝を飾る[88]。
- 8月11日
  - ジュニア世界選手権自転車競技大会トラックレース・ポイントレースにおいて、元砂勇雪（奈良・榛生昇陽高校）が2位に入り、銀メダルを獲得[89]。
  - 出場停止処分が解け、ツール・ド・レンに出場中のアレクサンドル・ヴィノクロフが、同レース第3ステージbの個人タイムトライアルを制した[90]。
- 8月15日……ジュニア世界選手権自転車競技大会トラックレース・女子ポイントレースにおいて、上野みなみ（八戸工業高等学校）が3位に入り、銅メダルを獲得[91]。
- 8月16日……ヴァッテンフォール・サイクラシックスが行われ、タイラー・ファーラーが初優勝[92]。
- 8月23日
  - GP西フランス・プルエーが行われ、サイモン・ジェランが優勝[93]。
  - 世界選手権のバイクマラソンが行われ、男子はルル・パウリセン（ベルギー）が連覇。女子はザビーネ・シュピッツ（ドイツ）が優勝。
- 8月25日……エネコ・ツアー最終日が行われ、エドヴァルド・ボアソン・ハーゲンが総合優勝を果たした[94]。

### 9月
- 9月1日……北京オリンピック・マディソン金メダリストのワルテル・ペレス（アルゼンチン）が、トレーニング中に憲兵に捕まる[95]。
- 9月2日
  - 現役競輪選手の藤澤明弘(91期)が、詐欺容疑で逮捕される[96]。
- 9月11日
  - ドルトムント6日間レースが、財政的理由により、当年開催中止となる[97]。
  - イタリアオリンピック委員会(CONI)は、イタリアの女子選手・アンナリーザ・クチノッタに対し、ステロイドの陽性反応が出たとして、2年間の出場停止処分を科した[98]。
- 9月15日
  - 深谷知広（96期）が、大津びわこ競輪場で行われたA級決勝戦において完全優勝。デビューからの無敗記録を18に伸ばすとともに、史上最速となるデビュー戦から56日でS級特別昇進（特進）を決めた[99]。
  - 外部諮問機関である、神奈川県競輪組合あり方検討委員会は、累積赤字が膨らむ花月園競輪場について、「事業存続の理由を見いだせない」とする報告書をまとめ、同競輪の廃止を示唆した[100]。
- 9月18日……当年開催のポルトガル一周におけるドーピング検査に関連して、同レース総合優勝者のヌーノ・リベイロ（ポルトガル）、イシドロ・ノサル、エクトル・ゲラ（以上スペイン）の、リベルティ・セグロスに在籍する3選手に、CERA陽性反応の疑いが報じられる[101]。
- 9月20日……ブエルタ・ア・エスパーニャ最終日が行われ、アレハンドロ・バルベルデが初の同レース及びグランツール制覇を果たした[102]。
- 9月23日
  - オールスター競輪決勝戦が行われ、武田豊樹が同大会初、GI2度目の優勝[103]。
  - 2012年の世界選手権ロードレースの開催地が、オランダのリンビュルフに決定。また同年よりチームタイムトライアル(TTT。男女とも)も種目に追加され、現在の5日間開催から9日間開催へと変更される[104]。
  - 世界選手権自転車競技大会ロードレース2009・女子個人タイムトライアルが行われ、クリスティン・アームストロング（アメリカ）が、3年ぶり2度目の優勝を果たした[105]。
- 9月24日……世界選手権自転車競技大会ロードレース2009・男子エリート個人タイムトライアルが行われ、ファビアン・カンチェラーラ（スイス）が2年ぶり3度目の優勝を果たした[106]。
- 9月26日……世界選手権自転車競技大会ロードレース2009・女子個人ロードレースが行われ、タティアナ・グデルツォ（イタリア）が初優勝[107]。
- 9月27日……世界選手権自転車競技大会ロードレース2009・男子エリート個人ロードレースが行われ、カデル・エヴァンス（オーストラリア）が初優勝[108]

### 10月
- 10月2日……競輪政策決定会議の席上で、2011年度を目処に、女子競輪を約半世紀ぶりに復活させる方針が決定される[109]。
- 10月6日……UCIは、バイオロジカル・サポートに基づき、ガブリエーレ・ボジージオ（イタリア）にEPO陽性反応が出たことを公表[110]。
- 10月14日
  - 2010年のツール・ド・フランスのコース図が発表される[111]。
  - 日本競輪学校第97期卒業記念レース決勝戦が行われ、在校競走成績第1位の井上嵩（いのうえ しゅう）が優勝[112]。
- 10月17日……ジロ・ディ・ロンバルディアが行われ、フィリップ・ジルベールが初優勝。またジルベールは、コッパ・サバティーニ、パリ〜ツール、ジロ・デル・ピエモンテに続き、同レース制覇により、10月開催のワンデーレース4連勝を果たした[113]。
- 10月19日
  - UCIワールドランキング初代個人総合優勝者が、アルベルト・コンタドールに決まる[114]。
  - トラックマスターズ世界選手権・女子500mタイムトライアル45歳～49歳部門において、和地恵美が3位に入った[115]。
- 10月20日……共同通信社杯秋本番決勝戦が行われ、山崎芳仁が4連勝完全優勝を達成[116]。
- 10月21日……当年のポルトガル一周でCERA陽性の疑いが持たれた、ヌーノ・リベイロ、イシドロ・ノサル、エクトル・ゲラの各3選手のBサンプルにおける陽性反応が認められたことから、同レースで総合1位となったリベイロの総合優勝記録は剥奪される予定[117]。
- 10月23日……フランセーズ・デ・ジューに所属する、オレリアン・デュヴァル（フランス）に対し、禁止薬物であるノルフェンフラミン(Norfenfluramine)の陽性反応が出たとして、UCIは出場停止を表明[118]。
- 10月24日……2010年のジロ・デ・イタリアのコース図が発表される[119]。
- 10月25日
  - ジャパンカップサイクルロードレースが行われ、クリス・アンカー・セレンセン（デンマーク、チーム・サクソバンク）が初優勝を飾った[120]。
  - アルベルト・コンタドールが3年連続のヴェロ・ドール受賞を果たした[121]。

### 11月
- 11月6日……パラサイクリング世界選手権・3km個人追抜き(LC3)において、藤田征樹が2位に入る。
- 11月7日……パラサイクリング世界選手権・1kmタイムトライアル(LC3)において、藤田征樹が1分15秒307のタイムをマークし優勝[122][123]。
- 11月8日……マウンテンバイク アジア選手権・女子ダウンヒルにおいて、末政実緒が7連覇、9回目の優勝[124]。
- 11月9日…マウンテンバイク アジア選手権・男子クロスカントリーにおいて、山本幸平が優勝[125]。
- 11月12日……スポーツ仲裁裁判所(CAS)は、2008年のジロ・デ・イタリアにおいて、大会終了後にCERA陽性反応が発覚したエマヌエーレ・セッラにCERAを渡していたとして、当時チームメイトであったマッテオ・プリアーモに対し、2013年2月までの出場停止処分を下した[126][127]。
- 11月13日…JKAは、復活予定の女子競輪について、2010年5月に日本競輪学校定員35名を募集。合格者は2011年1月から同年12月まで同校で養成され、2012年3月に、FI･FII開催（首都圏のナイター開催対応場に限定の予定）において、1日2レースを行う予定であることを発表した[128]。
- 11月16日……セドリック・ヴァスールが、国際自転車選手協会(CPA)会長に再任される。任期は2年[129]。
- 11月17日……ダヴィデ・レベッリンが、北京オリンピック・男子個人ロードレースで2位に入りながらも、CERA陽性の疑いが持たれていた一件で、国際オリンピック委員会(IOC)は再検査の結果、正式に陽性反応を認めたことから、レベッリンの順位並びに銀メダル剥奪を決定。近く、イタリアオリンピック委員会(CONI)を通じて銀メダルは返還される[130]。
- 11月23日
  - 当回より、9年ぶりに11月開催に戻った第51回競輪祭決勝戦が行われ、平原康多が優勝[131]。
  - 当年12月30日に京王閣競輪場で行われるKEIRINグランプリ09に出場予定の9名が決定[132]。
  - イタリアオリンピック委員会(CONI)は、リクイガスに所属していたジャンニ・ダ・ロスが、麻薬等薬物運搬に関与していたことなどから、20年間の出場停止とすることを公表[133]。

### 12月
- 12月1日……神奈川県競輪組合は、花月園競輪場を、2010年3月31日の開催をもって廃止することを決定した[134]。
- 12月9日……当年12月27日から2010年12月26日までの期間適用される、S級S班選手の18名が決定[135]。
- 12月11日……S級2班にランクされている競輪選手、岩橋則明（78期）が県迷惑行為防止条例違反の疑いで埼玉県警大宮西署に逮捕される[136]。
- 12月13日
  - 2012年ロンドンオリンピックのトラックレースの種目が変更されることになった。男女とも、個人スプリント、ケイリン、チームスプリント、団体追い抜き、オムニアムの5種目ずつに統一されることが、IOC理事会において承認された。したがって、男女の個人追い抜き及びポイントレース、男子のマディソンは除外となった[137]。
  - シクロクロス全日本選手権男子エリートにおいて、辻浦圭一が8連覇を達成[138]。女子エリートは豊岡英子が5連覇[139]。
- 12月16日……2010年のブエルタ・ア・エスパーニャのコース図が発表される[140]。
- 12月17日……ドイツ自転車連盟(BDR)は、オラフ・ポラクとマルクス・クロンイェーガーに対し、ドーピング違反の疑いがあるとして出場停止処分を下した[141]。
- 12月18日……18歳のエウジェニオ・バーニが、ヒト絨毛性ゴナドトロピン(HcG)の使用により、イタリア・アンチドーピング裁判所より、21ヶ月間の出場停止を命じられる[142]。
- 12月28日……ヤンググランプリが行われ、91期の神山拓弥（栃木）が優勝[143]。
- 12月29日……SSカップみのりが行われ、山田裕仁（岐阜）が優勝[144]。
- 12月30日……KEIRINグランプリが行われ、海老根恵太（千葉）が初出場初優勝を果たした[145]。

## 結果

### 世界選手権自転車競技大会

#### シクロクロス
| 日程 | 開催地         | 性別 | 優勝者               | 2位                      | 3位                    |
| ---- | -------------- | ---- | -------------------- | ------------------------ | ---------------------- |
| 2/1  | ホーヘルハイデ | 男子 | ニールス・アルベルト | ズデネーク・シュタイバー | スヴェン・ネイス       |
| 2/1  | ホーヘルハイデ | 女子 | マリアンヌ・フォス   | ハンカ・クフェルナーゲル | カサリーヌ・コンプトン |

#### トラックレース
プルシュクヴ(3月25日～29日)
| 性別 | 種目                 | 優勝者                     | 2位                        | 3位                        |
| ---- | -------------------- | -------------------------- | -------------------------- | -------------------------- |
| 男子 | ケイリン             | マキシミリアン・レヴィ     | フランソワ・ペルヴィス     | テーン・ムルダー           |
| 男子 | 1kmタイムトライアル  | シュテファン・ニムケ       | テイラー・フィニー         | リザル・ティシン           |
| 男子 | スプリント           | グレゴリー・ボジェ         | アジズル・ハスニ・アウァン | ケヴィン・シロー           |
| 男子 | チームスプリント     | フランス                   | ドイツ                     | ドイツ                     |
| 男子 | 個人追抜             | テイラー・フィニー         | ジャック・ボブリッジ       | ドミニク・コルニュ         |
| 男子 | 団体追抜             | デンマーク                 | オーストラリア             | ニュージーランド           |
| 男子 | ポイントレース       | キャメロン・マイヤー       | ダニエル・クロイツフェルト | クリス・ニュートン         |
| 男子 | スクラッチ           | モルガン・クネスキ         | アンヘル・コリャ           | アンドレアス・ミュラー     |
| 男子 | マディソン           | デンマーク                 | オーストラリア             | チェコ                     |
| 男子 | オムニアム           | レイ・ホワード             | ザッカリー・ベル           | ティム・フェルト           |
| 女子 | ケイリン             | 郭爽                       | クララ・サンシェズ         | ウィリー・カニス           |
| 女子 | 500mタイムトライアル | シモーナ・クルペツカイテー | アンナ・メアーズ           | ヴィクトリア・ペンドルトン |
| 女子 | スプリント           | ヴィクトリア・ペンドルトン | ウィリー・カニス           | シモーナ・クルペツカイテー |
| 女子 | チームスプリント     | オーストラリア             | イギリス                   | リトアニア                 |
| 女子 | 個人追抜             | アリソン・シャンクス       | ウェンディ・フーヴナゲル   | ウィリヤ・セライカイテー   |
| 女子 | 団体追抜             | イギリス                   | ニュージーランド           | オーストラリア             |
| 女子 | ポイントレース       | ジョルジャ・ブロンツィーニ | ユマリ・ゴンサレス         | エリザベス・アーミステッド |
| 女子 | スクラッチ           | ユマリ・ゴンサレス         | エリザベス・アーミステッド | ベリンダ・ゴス             |
| 女子 | オムニアム           | ジョセフィーヌ・トミック   | タラ・ホイッテン           | イヴォンヌ・ハイヘナール   |

#### BMX
アデレード 7月24日～26日
| 日程 | 性別 | 種別       | 優勝者                     | 2位                    | 3位                      |
| ---- | ---- | ---------- | -------------------------- | ---------------------- | ------------------------ |
| 7/25 | 男子 | エリート   | ドニー・ロビンソン         | マイク・デイ           | ラミロ・マリノ           |
| 7/26 | 男子 | クルーザー | イヴォ・ファンデルプッテン | サンダー・ビスリング   | ヴィンセン・プリュアール |
| 7/25 | 女子 | エリート   | サラ・ウォーカー           | エヴァ・エルー         | アリエール・マーティン   |
| 7/26 | 女子 | クルーザー | サラ・ウォーカー           | マノン・ヴァランティノ | ヴィルマ・リムサイテー   |

#### マウンテンバイク
バイクマラソン 8月23日（ オーストリア・グラツ）
| 性別 | 優勝者               | 2位                | 3位                  |
| ---- | -------------------- | ------------------ | -------------------- |
| 男子 | ルル・パウリセン     | アルバン・ラーカタ | クリストフ・ザウザー |
| 女子 | ザビーネ・シュピッツ | エステル・スュス   | ペトラ・ヘンツィ     |

マウンテンバイクレース 9月1日～9月6日（ オーストラリア・アデレード）
| 性別     | 種目                  | 優勝者                   | 2位                    | 3位                      |
| -------- | --------------------- | ------------------------ | ---------------------- | ------------------------ |
| 男女混合 | チームリレー          | イタリア                 | カナダ                 | フランス                 |
| 男子     | クロスカントリー      | ニノ・シューター         | ジュリアン・アプサロン | フロリアン・フォーゲル   |
| 男子     | ダウンヒル            | スティーヴ・ピート       | グレッグ・ミナー       | マイケル・ハナー         |
| 男子     | フォークロス          | ジェレッド・グレイヴィス | ロマン・サラディニ     | ヤクブ・ルハ             |
| 男子     | 20インチトライアル    | ベニト・ロス・チャラル   | ラファウ・クモロヴスキ | ローリス・ブラウン       |
| 男子     | 26インチトライアル    | ジユ・クステユール       | ケニー・ベラーイ       | ヴァンサン・エルマンス   |
| 女子     | クロスカントリー      | イリーナ・カレンティエワ | レネ・ビュベルグ       | ウィロー・コエーバー     |
| 女子     | ダウンヒル            | エムリーヌ・ラゴ         | トレーシー・モズリー   | カスリーン・ブリュイット |
| 女子     | フォークロス          | キャロリーヌ・ブキャナン | ジル・キントナー       | メリッサ・バール         |
| 女子     | 20･26インチトライアル | カーリン・モール         | ジュリー・プサンティ   | ヘマ・アバント・コンダル |

#### ロードレース
メンドリージオ 9月23日～27日
| 性別 | 日程 | 種別             | 優勝者                         | 2位                        | 3位                  |
| ---- | ---- | ---------------- | ------------------------------ | -------------------------- | -------------------- |
| 男子 | 9/24 | タイムトライアル | ファビアン・カンチェラーラ     | グスタヴ・ラルソン         | トニー・マルティン   |
| 男子 | 9/27 | ロードレース     | カデル・エヴァンス             | アレクサンドル・コロブネフ | ホアキン・ロドリゲス |
| 女子 | 9/23 | タイムトライアル | クリスティン・アームストロング | ノエミ・カンテーレ         | リンダ・ウィルムセン |
| 女子 | 9/26 | ロードレース     | タティアナ・グデルツォ         | マリアンヌ・フォス         | ノエミ・カンテーレ   |

### 全日本自転車競技選手権大会

#### BMX
5月3日・岡山県笠岡市
| 種目         | 優勝者   | 2位      | 3位        |
| ------------ | -------- | -------- | ---------- |
| 男子エリート | 三瓶将廣 | 阪本章史 | 高山祐次郎 |

#### ロードレース
6月14日・秋田県大潟村……個人タイムトライアル
6月28日・広島県立中央森林公園……個人ロードレース
| 日程 | 性別 | 種別             | 優勝者     | 2位      | 3位        |
| ---- | ---- | ---------------- | ---------- | -------- | ---------- |
| 6/14 | 男子 | タイムトライアル | 盛一大     | 飯島誠   | 西谷泰治   |
| 6/28 | 男子 | ロードレース     | 西谷泰治   | 宮澤崇史 | 野寺秀徳   |
| 6/14 | 女子 | タイムトライアル | 萩原麻由子 | 井上玲美 | 上野みなみ |
| 6/28 | 女子 | ロードレース     | 西加南子   | 森本朱美 | 片山梨絵   |

#### マウンテンバイク
7月18日～20日 長野県富士見町
| 日程 | 性別 | 種別             | 優勝者   | 2位        | 3位        |
| ---- | ---- | ---------------- | -------- | ---------- | ---------- |
| 7/18 | 男子 | ダウンヒル       | 向原健司 | 金子真吾   | 井手川直樹 |
| 7/19 | 男子 | フォークロス     | 永田隼也 | 増田直樹   | 和田良平   |
| 7/20 | 男子 | クロスカントリー | 山本幸平 | 竹谷賢二   | 武井亨介   |
| 7/18 | 女子 | ダウンヒル       | 末政実緒 | 飯塚朋子   | 富田敬子   |
| 7/19 | 女子 | フォークロス     | 末政実緒 | 飯塚朋子   | 安達勅実   |
| 7/20 | 女子 | クロスカントリー | 片山梨絵 | 中込由香里 | 矢沢みつみ |

#### トラックレース
10月17日～18日 山梨県・境川自転車競技場
| 性別 | 種別                 | 優勝者     | 2位      | 3位        |
| ---- | -------------------- | ---------- | -------- | ---------- |
| 男子 | 1kmタイムトライアル  | 坂本貴史   | 末木浩二 | 横関祐樹   |
| 男子 | 4km個人追抜          | 飯島規之   | 佐々木龍 | 矢野智哉   |
| 男子 | ポイントレース       | 飯島誠     | 元砂勇雪 | 越海誠一   |
| 男子 | ケイリン             | 坂本貴史   | 深谷知広 | 脇本雄太   |
| 男子 | 団体追抜             | 岐阜       | 学連     | JPCA       |
| 男子 | 個人スプリント       | 深谷知広   | 菅田和宏 | 石口慶多   |
| 男子 | チームスプリント     | 強化       | 学連     | 鳥取       |
| 女子 | 500mタイムトライアル | 前田佳代乃 | 篠崎新純 | 野村くるみ |
| 女子 | 3km個人追抜          | 和田見里美 | 井上玲美 | 豊岡英子   |
| 女子 | 個人スプリント       | 前田佳代乃 | 篠崎新純 | 近藤美子   |
| 女子 | ポイントレース       | 森本朱美   | 井上玲美 | 豊岡英子   |

#### シクロクロス
12月13日・石川県金沢市（キゴ山）
| 種目         | 優勝者   | 2位      | 3位      |
| ------------ | -------- | -------- | -------- |
| 男子エリート | 辻浦圭一 | 小坂正則 | 竹之内悠 |
| 女子エリート | 豊岡英子 | 森田正美 | 中村真清 |

### ジュニア世界選手権自転車競技大会

#### ロードレース
8月7日～9日  ロシア・モスクワ
| 日程 | 性別 | 種別             | 優勝者                   | 2位                  | 3位                        |
| ---- | ---- | ---------------- | ------------------------ | -------------------- | -------------------------- |
| 8/7  | 男子 | タイムトライアル | ルーク・ダーブリッジ     | ローソン・クラドック | ラーセ・ノアマン・ハンセン |
| 8/9  | 男子 | ロードレース     | ヤスパー・ステュイヴェン | アルノー・ドマール   | マルコ・ハラー             |
| 8/7  | 女子 | タイムトライアル | カンナ・ソロヴェイ       | ポリーヌ・フェラン   | エリザヴェタ・オシュルコワ |
| 8/9  | 女子 | ロードレース     | ロッセッタ・カッロヴィ   | ポリーヌ・フェラン   | スザンナ・ツォルツィ       |

#### トラックレース
8月11日～15日  ロシア・モスクワ
| 性別 | 種目                 | 優勝者                             | 2位                                | 3位                                |
| ---- | -------------------- | ---------------------------------- | ---------------------------------- | ---------------------------------- |
| 男子 | ケイリン             | サム・ウェブスター                 | リーノ・ガスパッリーニ             | アレクサンダー・ライネルト         |
| 男子 | 1kmタイムトライアル  | ニコライ・ツュルキン               | ロリス・パオーリ                   | クルズィシュトフ・マクセル         |
| 男子 | スプリント           | サム・ウェブスター                 | シュテファン・ベティヒャー         | クリスティアン・レアンドロ・タマヨ |
| 男子 | チームスプリント     | ニュージーランド                   | ドイツ                             | ポーランド                         |
| 男子 | 個人追抜             | マイケル・ヘップバーン             | コンスタンティン・クペラソフ       | イヴァン・サヴィツキー             |
| 男子 | 団体追抜             | ロシア                             | オーストラリア                     | ドイツ                             |
| 男子 | ポイントレース       | セバスティアン・ランダー           | 元砂勇雪                           | マトヴェイ・ズボフ                 |
| 男子 | スクラッチ           | ダリオ・ソンダ                     | マティアス・グレーヴェ             | アディク・フサイニエ               |
| 男子 | マディソン           | オーストラリア                     | ベルギー                           | デンマーク                         |
| 男子 | オムニアム           | ブリアン・コカール                 | コンスタンティン・クペラソフ       | ニーキアス・アルント               |
| 女子 | ケイリン             | レベッカ・アンガレード・ジェイムス | エカテリーナ・グニデンコ           | アネット・エドモンソン             |
| 女子 | 500mタイムトライアル | ツォン・ティアンシ                 | レベッカ・アンガレード・ジェイムス | オリヴィア・モントバン             |
| 女子 | スプリント           | レベッカ・アンガレード・ジェイムス | エカテリーナ・グニデンコ           | ツォン・ティアンシ                 |
| 女子 | チームスプリント     | フランス                           | ドイツ                             | ロシア                             |
| 女子 | 個人追抜             | マイケラ・アンダーソン             | アミー・キュール                   | ハンナ・ソロヴェイ                 |
| 女子 | 団体追抜             | オーストラリア                     | ロシア                             | オランダ                           |
| 女子 | ポイントレース       | メガン・ダン                       | エレーナ・チェッキーニ             | 上野みなみ                         |
| 女子 | スクラッチ           | アミー・キュール                   | ルツィエ・ザレスカ                 | アレクサンドラ・ソセンコ           |
| 女子 | オムニアム           | メガン・ダン                       | ジュリア・ドナート                 | ガブリエラ・スラモヴァ             |

### ロードレース

#### UCIワールドカレンダー
| 日程        | レース名                             |     | 優勝者                           | 2位                              | 3位                              | ポイント賞                       | 山岳賞                     |
| ----------- | ------------------------------------ | --- | -------------------------------- | -------------------------------- | -------------------------------- | -------------------------------- | -------------------------- |
| 1/20 - 1/25 | ツアー・ダウンアンダー               | UPT | アラン・デイヴィス               | スチュアート・オグレディ         | ホセ・ホアキン・ロハス           | アラン・デイヴィス               | アンドニ・ラフエンテ       |
| 3/8 - 3/15  | パリ〜ニース                         | HIS | ルイス・レオン・サンチェス       | フランク・シュレク               | シルヴァン・シャヴァネル         | シルヴァン・シャヴァネル         | トニー・マルティン         |
| 3/11 - 3/17 | ティレーノ〜アドリアティコ           | HIS | ミケーレ・スカルポーニ           | ステファノ・ガルゼッリ           | アンドレアス・クレーデン         | ジュリアン・エル・ファレ         | エゴイ・マルティネス       |
| 3/21        | ミラノ〜サンレモ                     | HIS | マーク・カヴェンディッシュ       | ハインリヒ・ハウスラー           | トル・フースホフト               | －                               | －                         |
| 4/5         | ロンド・ファン・フラーンデレン       | UPT | ステイン・デヴォルデル           | ハインリヒ・ハウスラー           | フィリップ・ジルベール           | －                               | －                         |
| 4/8         | ヘント〜ウェヴェルヘム               | UPT | エドヴァルド・ボアソン・ハーゲン | アレクサンドル・クシュインスキー | マシュー・ゴス                   | －                               | －                         |
| 4/8 - 4/11  | バスク一周                           | UPT | アルベルト・コンタドール         | アントニオ・コロム               | サムエル・サンチェス             | サムエル・サンチェス             | レイン・ターラミャーエ     |
| 4/12        | パリ〜ルーベ                         | HIS | トム・ボーネン                   | フィリッポ・ポッツァート         | トル・フースホフト               | －                               | －                         |
| 4/19        | アムステルゴールドレース             | UPT | セルゲイ・イワノフ               | カルステン・クローン             | ロベルト・ヘーシンク             | －                               | －                         |
| 4/22        | フレッシュ・ワロンヌ                 | HIS | ダヴィデ・レベッリン             | アンディ・シュレク               | ダミアーノ・クネゴ               | －                               | －                         |
| 4/26        | リエージュ〜バストーニュ〜リエージュ | HIS | アンディ・シュレク               | ホアキン・ロドリゲス             | ダヴィデ・レベッリン             | －                               | シリル・ゴティエ           |
| 4/28 - 5/3  | ツール・ド・ロマンディ               | UPS | ロマン・クロイツィガー           | ウラディミール・カルペツ         | レイン・ターラミャエ             | グレゴリー・ラスト               | ローレンス・テンダム       |
| 5/18 - 5/24 | カタルーニャ一周                     | UPS | アレハンドロ・バルベルデ         | ダニエル・マーティン             | アイマル・スベルディア           | －                               | フリアン・サンチェス       |
| 5/9 - 5/31  | ジロ・デ・イタリア                   | HIS | デニス・メンショフ               | ダニーロ・ディルーカ             | フランコ・ペッリツォッティ       | ダニーロ・ディルーカ             | ステファノ・ガルゼッリ     |
| 6/7 - 6/14  | ドーフィネ・リベレ                   | UPS | アレハンドロ・バルベルデ         | カデル・エヴァンス               | アルベルト・コンタドール         | カデル・エヴァンス               | ピエリック・フェドリゴ     |
| 6/13 - 6/21 | ツール・ド・スイス                   | UPS | ファビアン・カンチェラーラ       | トニー・マルティン               | ロマン・クロイツィガー           | ファビアン・カンチェラーラ       | トニー・マルティン         |
| 7/4 - 7/26  | ツール・ド・フランス                 | HIS | アルベルト・コンタドール         | アンディ・シュレク               | ランス・アームストロング         | トル・フースホフト               | フランコ・ペッリツォッティ |
| 8/1         | クラシカ・サンセバスティアン         | UPT | カルロス・バレード               | ロマン・クロイツィガー           | ミカエル・ドラージュ             | －                               | －                         |
| 8/2 - 8/8   | ツール・ド・ポローニュ               | UPT | アレッサンドロ・バッラン         | ダニエル・モレノ                 | エドヴァルド・ボアソン・ハーゲン | ユルヘン・ルラントス             | マレク・ルトキエヴィッチュ |
| 8/16        | ヴァッテンフォール・サイクラシックス | UPT | タイラー・ファーラー             | マティ・ブレシェル               | ゲラルト・ツィオレック           | －                               | マティ・ブレシェル         |
| 8/23        | GP西フランス・プルエー               | UPT | サイモン・ジェラン               | ピエリック・フェドリゴ           | パウル・マルテンス               | －                               | －                         |
| 8/18 - 8/25 | エネコ・ツアー                       | UPT | エドヴァルド・ボアソン・ハーゲン | シルヴァン・シャヴァネル         | セバスティアン・ランヘヴェルト   | エドヴァルド・ボアソン・ハーゲン | －                         |
| 8/29 - 9/20 | ブエルタ・ア・エスパーニャ           | HIS | アレハンドロ・バルベルデ         | サムエル・サンチェス             | カデル・エヴァンス               | アンドレ・グライペル             | ダヴィ・モンクティエ       |
| 10/17       | ジロ・ディ・ロンバルディア           | HIS | フィリップ・ジルベール           | サムエル・サンチェス             | アレクサンドル・コロブネフ       | －                               | －                         |

#### UCIコンチネンタルツアーHCレース
| 日程          | レース名                                                 | 優勝者                       | 2位                          | 3位                          |
| ------------- | -------------------------------------------------------- | ---------------------------- | ---------------------------- | ---------------------------- |
| 2/9 - 2/15    | ツール・ド・ランカウイ                                   | ホセ・セルパ                 | ジェイ・クローフォード       | ハクソン・ロドリゲス         |
| 2/14 - 2/22   | ツアー・オブ・カリフォルニア                             | リーヴァイ・ライプハイマー   | デヴィッド・ザブリスキー     | マイケル・ロジャース         |
| 2/28          | オムロープ・ヘット・ニウスブラト                         | トル・フースホフト           | ケヴィン・イスタ             | フアン・アントニオ・フレチャ |
| 3/28          | E3プライス・フラーンデレン                               | フィリッポ・ポッツァート     | トム・ボーネン               | マキシム・イグリンスキー     |
| 3/28 - 3/29   | クリテリウム・アンテルナシオナル                         | イェンス・フォイクト         | フランティシェク・ラボニ     | ダニー・ペイト               |
| 3/31 - 4/2    | デ・パンネ3日間                                          | フレデリック・ウィレムス     | ヨースト・ポストヒュマ       | トム・レーザー               |
| 4/4           | グラン・プレミオ＝ミゲル・インドゥライン                 | ダビ・デ・ラ・フエンテ       | アレクサンドル・コロブネフ   | ファビアン・ヴェークマン     |
| 4/15          | スヘルデプライス                                         | アレッサンドロ・ペタッキ     | ケニー・ファンヒュメル       | ドミニク・ロラン             |
| 5/1           | ルント・ウム・デン・ヘニンガー＝トゥルム                 | ファビアン・ヴェークマン     | カルステン・クローン         | クリスティアン・クネース     |
| 5/5 - 5/10    | ダンケルク4日間レース                                    | ルイ・コスタ                 | ダヴィ・ルレ                 | シリル・ルモワーヌ           |
| 5/16          | オランダ・フード・ヴァリー・クラシック                   | ケニー・ファンヒュメル       | グレーム・ブラウン           | ステーヴン・デヨンフ         |
| 5/27 - 5/31   | ツール・ド・ベルギー                                     | ラース・ボーム               | ブラム・タンキンク           | ドミニク・コルニュ           |
| 5/27 - 5/31   | バイエルン一周                                           | リーヌス・ゲルデマン         | マキシム・モンフォール       | ダヴィ・ルレ                 |
| 6/3 - 6/7     | シュコダ＝ツール・ド・ルクセンブルク                     | フランク・シュレク           | アンドレアス・クレーデン     | マルコ・マルカート           |
| 6/7           | グロサー・プライス・デス・カントン・アールガウ           | ペーター・ヴェリトス         | ベン・ヘルマンス             | ハインリヒ・ハウスラー       |
| 6/7           | フィラデルフィア・インターナショナル・チャンピオンシップ | アンドレ・グライペル         | グレッグ・ヘンダーソン       | カーク・オービー             |
| 7/5 - 7/12    | オーストリア一周                                         | ミヒャエル・アルバジーニ     | ルスラン・ピドゴルニー       | スタニスラウ・サモイラフ     |
| 7/17 - 7/26   | ツアー・オブ・チンハイレイク                             | アンドレイ・ミズロフ         | ガデル・ミズバニ             | ミトヤ・マホリツ             |
| 7/25 - 7/29   | ツール・ド・ワロニー                                     | ジュリアン・エル・ファレ     | パヴェル・ブルット           | アレクサンドル・コロブネフ   |
| 7/29 - 8/2    | デンマーク一周                                           | ヤコブ・フグルサング         | マウリツィオ・ビオンド       | ロジャー・ハモンド           |
| 8/5 - 8/9     | ブエルタ・ア・ブルゴス                                   | アレハンドロ・バルベルデ     | シャビエル・トンゴ           | トム・ダニエルソン           |
| 8/5 - 8/16    | ポルトガル一周                                           | ヌーノ・リベイロ             | ダビ・ビアンコ               | ダビ・ベルナベウ             |
| 8/18          | トレ・ヴァッリ・ヴァレジーネ                             | マウロ・サンタンブロージョ   | フランチェスコ・マシャレッリ | アレクサンドル・ボチャロフ   |
| 8/29          | ジロ・デル・ヴェネト                                     | フィリッポ・ポッツァート     | カルロ・スコニャミリオ       | ルカ・パオリーニ             |
| 9/12          | パリ〜ブリュッセル                                       | マシュー・ゴス               | アラン・デイヴィス           | クリストフ・ホダールト       |
| 9/7 - 9/13    | ツアー・オブ・ミズーリ                                   | デヴィッド・ザブリスキー     | グスタヴ・ラルソン           | マルコ・ピノッティ           |
| 9/13          | グランプリ・ド・フルミー                                 | ロマン・フェイユ             | マヌエル・ベッレッティ       | ヤウヘニ・フタロヴィッチ     |
| 10/10         | ジロ・デッレミリア                                       | ロベルト・ヘーシンク         | ヤコブ・フグルサング         | トーマス・ルヴクヴィスト     |
| 10/11         | パリ〜ツール                                             | フィリップ・ジルベール       | トム・ボーネン               | ボルト・ボジチュ             |
| 10/15         | ジロ・デル・ピエモンテ                                   | フィリップ・ジルベール       | ダニエル・モレノ             | フランチェスコ・ガヴァッツィ |
| 10/25         | ジャパンカップサイクルロードレース                       | クリス・アンカー・セレンセン | ダニエル・モレノ             | イヴァン・サンタロミタ       |
| 11/11 - 11/19 | ツアー・オブ・ハイナン                                   | フランシスコ・ベントソ       | グレガ・ボレ                 | ヴィタリー・ブッツ           |

#### UCI女子ロードワールドカップ
総合成績
| 優勝者             | 2位              | 3位                  |
| ------------------ | ---------------- | -------------------- |
| マリアンヌ・フォス | エマ・ヨハンソン | クリステン・ウィルト |

#### 日本開催国際レース
- ジャパンカップサイクルロードレースは、

| 日程        | レース名               |     | 優勝者                         | 2位            | 3位                    |
| ----------- | ---------------------- | --- | ------------------------------ | -------------- | ---------------------- |
| 5/17 - 5/24 | ツアー・オブ・ジャパン | 2.2 | セルヒオ・パルディリャ         | ゴン・ヒョスク | ドミトリ・フォフォノフ |
| 5/28 - 5/31 | ツール・ド・熊野       | 2.2 | ヴァレンティン・イグリンスキー | 鈴木真理       | ドミトリ・フォフォノフ |
| 9/9 - 9/13  | ツール・ド・北海道     | 2.2 | 宮澤崇史                       | 鈴木真理       | 盛一大                 |
| 11/7 - 11/8 | ツール・ド・おきなわ   | 2.2 | 伊丹健治                       | 阿部嵩之       | 福島晋一               |
| 11/15       | 熊本国際ロード         | 2.2 | 中島康晴                       | 福島晋一       | 清水都貴               |

#### 全日本アマチュア自転車競技選手権大会
6月27日 広島・中央森林公園
| 優勝者   | 2位      | 3位      |
| -------- | -------- | -------- |
| 平井栄一 | 中山卓士 | 竹之内悠 |

#### 国内選手権
| 国名             | 種別   | 男子優勝者                       | 女子優勝者                       |
| ---------------- | ------ | -------------------------------- | -------------------------------- |
| アルゼンチン     | ロード | パブロ・ブルン                   | カルラ・アルバレス               |
| アルゼンチン     | ITT    | フアン・エステバン・クルチェト   | バレリア・ムリェル               |
| オーストラリア   | ロード | ピーター・マクドナルド           | カーラ・ライアン                 |
| オーストラリア   | ITT    | マイケル・ロジャース             | カーラ・ライアン                 |
| オーストリア     | ロード | マルクス・アイベッガー           | クリスティアーネ・ゼーダー       |
| オーストリア     | ITT    | [[]]                             | [[]]                             |
| ベルギー         | ロード | トム・ボーネン                   | リュディヴィーヌ・ヘンリオン     |
| ベルギー         | ITT    | [[]]                             | [[]]                             |
| カナダ           | ロード | アーロン・フィリオン             | アリソン・テストロエート         |
| カナダ           | ITT    | スヴェイン・タフト               | タラ・ホイッテン                 |
| コロンビア       | ロード | オスカル・アルバレス             | ダニエラ・サラサール             |
| コロンビア       | ITT    | サンティアゴ・ボテロ             | アナ・パオラ・マドリナン         |
| チェコ           | ロード | マルティン・マレシュ             | Martina Ružicková                |
| チェコ           | ITT    | フランティシェク・ラボニ         | Tereza Huríková                  |
| デンマーク       | ロード | マティ・ブレシェル               | リンダ・メラニエ・ヴィルムセン   |
| デンマーク       | ITT    | ラース・バク                     | リンダ・メラニエ・ヴィルムセン   |
| スペイン         | ロード | ルーベン・プラサ                 | マルタ・ビラホサナ               |
| スペイン         | ITT    | アルベルト・コンタドール         | デボラ・ガルベス                 |
| エストニア       | ロード | レイン・ターラミャエ             | Maaris Meier                     |
| エストニア       | ITT    | レイン・ターラミャエ             | Liisa Ehrberg                    |
| フィンランド     | ロード | Toni Liias                       | Carina Ketonen                   |
| フィンランド     | ITT    | Jarmo Rissanen                   | Heljä Korhonen                   |
| フランス         | ロード | ディミトリ・シャンピオン         | クリステル・フェリエ＝ブリュノー |
| フランス         | ITT    | ジャンクリストフ・ペロー         | ジャニー・ロンゴ                 |
| ドイツ           | ロード | マルティン・ライマー             | イーナヨーコ・トイテンベルク     |
| ドイツ           | ITT    | ベルト・グラプシュ               | トリークシー・ヴォラク           |
| イギリス         | ロード | クリスティアン・ハウス           | ニコール・クック                 |
| イギリス         | ITT    | [[]]                             | [[]]                             |
| イタリア         | ロード | フィリッポ・ポッツァート         | モニア・バッカイッレ             |
| イタリア         | ITT    | マルコ・ピノッティ               | ノエミ・カンテーレ               |
| アイルランド     | ロード | ニコラス・ロッシュ               | ヒーサー・ウィルソン             |
| アイルランド     | ITT    | [[]]                             | [[]]                             |
| ラトビア         | ロード | [[]]                             | [[]]                             |
| ラトビア         | ITT    | ライヴィス・ベロホヴォシュチクス | [[]]                             |
| リトアニア       | ロード | Egidijus Juodvalkis              | [[]]                             |
| リトアニア       | ITT    | イグナタス・コノヴァロヴァス     | ディアナ・ジリウーテー           |
| ルクセンブルク   | ロード | アンディ・シュレク               | ナタリー・ランボルル             |
| ルクセンブルク   | ITT    | キム・キルシェン                 | クリスティーネ・マイェールス     |
| オランダ         | ロード | コース・ムレンハウト             | マリアンヌ・フォス               |
| オランダ         | ITT    | [[]]                             | [[]]                             |
| ノルウェー       | ロード | クルトアスル・アルヴェセン       | リン・トルプ                     |
| ノルウェー       | ITT    | エドヴァルド・ボアソン・ハーゲン | グン・ヒレレン                   |
| ニュージーランド | ロード | ゴードン・マコーリー             | メリッサ・ホルト                 |
| ニュージーランド | ITT    | ジェレミー・ヴェネル             | メリッサ・ホルト                 |
| ポーランド       | ロード | Krzysztof Jezowski               | Malgorzta Jasinska               |
| ポーランド       | ITT    | Maciej Bonar                     | Bogumila Matusiak                |
| ポルトガル       | ロード | Manuel Cardoso                   | Ester Alves                      |
| ポルトガル       | ITT    | Tiago Machado                    | [[]]                             |
| ロシア           | ロード | セルゲイ・イワノフ               | Julia Ilyin                      |
| ロシア           | ITT    | Artem Ovechkin                   | Tatiana Antoshina                |
| スロバキア       | ロード | マルティン・ヴェリトス           | [[]]                             |
| スロバキア       | ITT    | ロマン・ブロニス                 | [[]]                             |
| スロベニア       | ロード | Kristijan Ðurasek                | [[]]                             |
| スロベニア       | ITT    | ヤネス・ブライコヴィッチ         | Rutar Tjaša                      |
| 南アフリカ共和国 | ロード | James Ball                       | Lynette Burger                   |
| 南アフリカ共和国 | ITT    | Jaco Venter                      | Cashandra Slingerland            |
| スウェーデン     | ロード | マルクス・ユンクヴィスト         | Jennie Stenerhag                 |
| スウェーデン     | ITT    | Alexander Wetterhall             | Emilia Fahlin                    |
| スイス           | ロード | ファビアン・カンチェラーラ       | イェニファー・ホール             |
| スイス           | ITT    | ルーベンス・ベルトリアティ       | カーリン・テュリヒ               |
| ウクライナ       | ロード | Volodymyr Starchyk               | [[]]                             |
| ウクライナ       | ITT    | アンドリー・グリフコ             | [[]]                             |

### トラックレース

#### 競輪
| 日程          | 名称                         | グレード    | 開催地 | 優勝者             | 2位                | 3位                | 2車単        | 3連単           |
| ------------- | ---------------------------- | ----------- | ------ | ------------------ | ------------------ | ------------------ | ------------ | --------------- |
| 1/22 - 1/25   | 競輪祭                       | GI          | 小倉   | 山崎芳仁（福島）   | 伏見俊昭（福島）   | 山内卓也（愛知）   | 9－3 490円   | 9－3－6 3430円  |
| 2/13 - 2/15   | 東西王座戦                   | GII・東日本 | 高松   | 海老根恵太（千葉） | 神山雄一郎（栃木） | 渡邉晴智（静岡）   | 2－3 5510円  | 2－3－5 31440円 |
| 2/13 - 2/15   | 東西王座戦                   | GII・西日本 | 高松   | 加藤慎平（岐阜）   | 山田裕仁（岐阜）   | 稲垣裕之（京都）   | 7－2 1170円  | 7－2－4 5880円  |
| 3/3 - 3/8     | 日本選手権競輪               | GI          | 岸和田 | 武田豊樹（茨城）   | 加藤慎平（岐阜）   | 海老根恵太（千葉） | 3－4 4170円  | 3－4－5 30270円 |
| 4/16 - 4/19   | 共同通信社杯春一番           | GII         | 佐世保 | 永井清史（岐阜）   | 坂上樹大（石川）   | 伏見俊昭（福島）   | 8－4 1730円  | 8－4－2 7380円  |
| 5/3 - 5/5     | SSシリーズ風光る             | GI          | 岸和田 | 伏見俊昭（福島）   | 小嶋敬二（石川）   | 佐藤友和（岩手）   | 3－2 1600円  | 3－2－4 10160円 |
| 5/15 - 5/16   | スーパープロピストレーサー賞 | FII         | 花月園 | 伏見俊昭（福島）   | 渡邉晴智（静岡）   | 山崎芳仁（福島）   | 3－5 2180円  | 3－5－7 11450円 |
| 6/18 - 6/21   | 高松宮記念杯競輪             | GI          | びわこ | 平原康多（埼玉）   | 山崎芳仁（福島）   | 浅井康太（三重）   | 7－1 1770円  | 7－1－9 53770円 |
| 7/4 - 7/7     | 寛仁親王牌                   | GI          | 青森   | 海老根恵太（千葉） | 神山雄一郎（栃木） | 伏見俊昭（福島）   | 8－9 4300円  | 8－9－3 10500円 |
| 7/24 - 7/25   | サマーナイトフェスティバル   | GII         | 川崎   | 武田豊樹（茨城）   | 伏見俊昭（福島）   | 加藤慎平（岐阜）   | 1－2 3160円  | 1－2－3 14550円 |
| 8/1 - 8/4     | 全日本選抜競輪               | GI          | 大垣   | 山崎芳仁（福島）   | 市田佳寿浩（福井） | 村上博幸（京都）   | 5－8 11030円 | 5－8－4 75440円 |
| 9/19 - 9/23   | オールスター競輪             | GI          | 松山   | 武田豊樹（茨城）   | 神山雄一郎（福島） | 石丸寛之（岡山）   | 5－9 880円   | 5－9－1 4850円  |
| 10/17 - 10/20 | 共同通信社杯秋本番           | GII         | 取手   | 山崎芳仁（福島）   | 成田和也（福島）   | 有坂直樹（秋田）   | 2－7 410円   | 2－7－8 1010円  |
| 11/20 - 11/23 | 競輪祭                       | GI          | 小倉   | 平原康多（埼玉）   | 海老根恵太（千葉） | 坂本亮馬（福岡）   | 2－1 2900円  | 2－1－4 16530円 |
| 12/28         | ヤンググランプリ             | GII         | 京王閣 | 神山拓弥（栃木）   | 伊原克彦（福井）   | 菅田壱道（宮城）   | 9－7 2830円  | 9－7－3 27390円 |
| 12/29         | SSカップみのり               | GI          | 京王閣 | 山田裕仁（岐阜）   | 山口幸二（岐阜）   | 村上博幸（京都）   | 6－1 2030円  | 6－1－4 14390円 |
| 12/30         | KEIRINグランプリ             | GP          | 京王閣 | 海老根恵太（千葉） | 武田豊樹（茨城）   | 伏見俊昭（福島）   | 9－8 2550円  | 9－8－4 11550円 |

#### UCIトラックワールドカップ
各大会の成績については、

##### 総合成績
| 性別 | 種目                 | 優勝者                     | 2位                        | 3位                        |
| ---- | -------------------- | -------------------------- | -------------------------- | -------------------------- |
| 男子 | ケイリン             | アジズル・ハスニ・アウァン | アンドリー・ヴィノクロフ   | フランソワ・ペルヴィス     |
| 男子 | 1kmタイムトライアル  | イェフゲン・ボリルク       | 李文浩                     | カミル・クチィンスキ       |
| 男子 | スプリント           | シェーン・パーキンス       | グレゴリー・ボジェ         | ミカエル・ダルメダ         |
| 男子 | チームスプリント     | コフィディス               | ドイツ                     | Team Sky + HD              |
| 男子 | 個人追抜             | ワレリー・カイコフ         | ヴィタリー・シュチェドフ   | エド・クランシー           |
| 男子 | 団体追抜             | スペイン                   | イギリス                   | デンマーク                 |
| 男子 | ポイントレース       | クリス・ニュートン         | グレン・オシェイ           | エロイ・テルエル           |
| 男子 | スクラッチ           | ティム・メルテンス         | ラファウ・ラタイチィク     | 盛一大                     |
| 男子 | マディソン           | ドイツ                     | スペイン                   | ベルギー                   |
| 女子 | ケイリン             | ウィリー・カニス           | シモーナ・クルペツカイテー | エリーザ・フリゾーニ       |
| 女子 | 500mタイムトライアル | 宮金傑                     | シモーナ・クルペツカイテー | リサンドラ・ゲラ           |
| 女子 | スプリント           | リュボフ・シュリカ         | 鄭璐璐                     | シモーナ・クルペツカイテー |
| 女子 | チームスプリント     | ドイツ                     | ポーランド                 | オランダ                   |
| 女子 | 個人追抜             | ジョアンナ・ロウセル       | タラ・ホイッテン           | ウィリヤ・セライカイテー   |
| 女子 | 団体追抜             | チーム・100％・ミー        | ドイツ                     | ニュージーランド           |
| 女子 | ポイントレース       | ジョルジャ・ブロンツィーニ | ジャルミラ・マチャコワ     | ケイティ・コルクルフ       |
| 女子 | スクラッチ           | エリザベス・アーミステッド | エフゲニヤ・ロマニュタ     | アンナリーザ・クチノッタ   |

#### ACCトラックアジアカップ
5月30日、31日 花月園競輪場
| 性別 | 種目                 | 優勝者                   | 2位                   | 3位                      |
| ---- | -------------------- | ------------------------ | --------------------- | ------------------------ |
| 男子 | ケイリン             | 新田祐大                 | 浅井康太              | チョン･ウォンギュ        |
| 男子 | 1kmタイムトライアル  | 新田祐大                 | ブリナー･モネ         | 黃健忠                   |
| 男子 | スプリント           | 柴崎淳                   | キム･ヨンヘ           | 深谷知広                 |
| 男子 | チームスプリント     | 日本                     | マレーシア            | 韓国                     |
| 男子 | 個人追抜             | ワケル･エヴゲニー        | コーレソフ･アレクセイ | 張敬樂                   |
| 男子 | 団体追抜             | 日本                     | カザフスタン          | マレーシア               |
| 男子 | ポイントレース       | ワン・カンポ             | イ･ソンハ             | リヤルコ･アレクセイ      |
| 男子 | マディソン           | 香港                     | チャイニーズタイペイ  | カザフスタン             |
| 女子 | ケイリン             | 黃亭茵                   | 石井寛子              | 李慧詩                   |
| 女子 | 500mタイムトライアル | 李慧詩                   | 黃亭茵                | トゥリ･クスマ･サンティア |
| 女子 | スプリント           | トゥリ･クスマ･サンティア | 黃亭茵                | パク･ウンミ              |
| 女子 | チームスプリント     | チャイニーズタイペイ     | 香港                  | 韓国                     |
| 女子 | 個人追抜             | ソン･ウンジュ            | 和田見里美            | ノンタシン･チャンペン    |
| 女子 | ポイントレース       | ノンタシン･チャンペン    | 和田見里美            | 刁小娟                   |

#### 全日本プロ選手権自転車競技大会
5月17日 花月園競輪場
| 種目                | 優勝者            | 2位               | 3位               |
| ------------------- | ----------------- | ----------------- | ----------------- |
| ケイリン            | 武田豊樹 (関東)   | 平原康多 (関東)   | 岡部芳幸 (北日本) |
| 1kmタイムトライアル | 新田祐大 (北日本) | 中川誠一郎 (九州) | 松田優一 (関東)   |
| スプリント          | 北津留翼 (九州)   | 成田和也 (北日本) | 金子貴志 (中部)   |
| チームスプリント    | 中部              | 南関東            | 四国              |
| 個人追抜            | 飯島規之 (関東)   | 脇本雄太 (近畿)   | 伊藤太一 (関東)   |
| 団体追抜            | 九州              | 中部              | 中国              |
| ポイントレース      | 倉野隆太郎 (中部) | 岡村潤 (南関東)   | 村田雅一 (近畿)   |

#### 全日本アマチュア選手権自転車競技大会
6月6日、7日 防府競輪場
| 性別 | 種目                 | 優勝者     | 2位        | 3位      |
| ---- | -------------------- | ---------- | ---------- | -------- |
| 男子 | ケイリン             | 櫻井正孝   | 石口慶多   | 大村慶二 |
| 男子 | 1kmタイムトライアル  | 魚屋周成   | 櫻井正孝   | 横関裕樹 |
| 男子 | スプリント           | 阿部力也   | 古庄豊全   | 石口慶多 |
| 男子 | チームスプリント     | 鹿児島県   | 鳥取県     | 学連     |
| 男子 | 個人追抜             | 穂苅大地   | 嶌田義明   | 普久原奨 |
| 男子 | 団体追抜             | 岐阜県     | 新潟県     | 大分県   |
| 男子 | ポイントレース       | 普久原奨   | 嶌田義明   | 佐野伸弥 |
| 男子 | スクラッチ           | 辻善光     | 坂本健介   | 圓谷崇   |
| 女子 | 500mタイムトライアル | 篠崎新純   | 白井美早子 | 和地恵美 |
| 女子 | スプリント           | 篠崎新純   | 松本世良   | 近藤美子 |
| 女子 | 個人追抜             | 和田見里美 | 豊岡英子   | 井上玲美 |
| 女子 | ポイントレース       | 石井寛子   | 森本朱美   | 井上玲美 |

#### 6日間レース
| 日程          | 開催地             | 優勝者                                                     | 2位                                               | 3位                                               |
| ------------- | ------------------ | ---------------------------------------------------------- | ------------------------------------------------- | ------------------------------------------------- |
| 1/2 - 1/7     | ロッテルダム       | ホアン・リャネラス ペーター・スヘプ                        | ブルーノ・リシ ダニー・スタム                     | フランコ・マルブリ ライフ・ランパーター           |
| 1/8 - 1/13    | ケルン             | エリック・ツァベル ライフ・ランパーター                    | オラフ・ポラク フランコ・マルブリ                 | ブルーノ・リシ ダニー・スタム                     |
| 1/22 - 1/27   | ベルリン           | エリック・ツァベル ロベルト・バルトコ                      | ブルーノ・リシ フランコ・マルブリ                 | ロゲル・クルーゲ ケニー・デケテル                 |
| 1/29 - 2/3    | コペンハーゲン     | アレックス・ラスムセン ミカエル・メルケフ                  | ダニー・スタム ペーター・スヘプ                   | ブルーノ・リシ フランコ・マルブリ                 |
| 2/6 - 2/11    | クレモナ           | セバスティアン・ドナディオ ワルテル・ペレス                | アレクサンダー・エーシュバッハ フランコ・マルブリ | アンジェロ・チッコーネ マーク・ヘスター           |
| 2/17 - 2/22   | ハセルト           | ケニー・デケテル ブルーノ・リジ                            | レオン・ファンボン ライフ・ランパーター           | ティム・メルテンス フランコ・マルヴリ             |
| 7/1 - 7/6     | フィオレンツオーラ | フランコ・マルヴリ アレクサンダー・エーシュバッハ          | ブルーノ・リジ ヤコポ・グアルニエリ               | ペトル・ラザール アロイス・カンコフスキー         |
| 10/19 - 10/24 | アムステルダム     | ローベルト・バルトコ ローガー・クルーゲ                    | ブルーノ・リジ フランコ・マルヴリ                 | ダニー・スタム ライフ・ランパーター               |
| 10/29 - 11/3  | グルノーブル       | ルーク・ロバーツ フランコ・マルヴリ                        | イェフ・フェルミュレン レオン・ファンボン         | イルヨ・カイセ ヒアンニ・メールスマン             |
| 11/12 - 11/17 | ミュンヘン         | ブルーノ・リジ フランコ・マルヴリ                          | アレックス・ラスムセン ミカエル・メルケフ         | ライフ・ランパーター クリスティアン・グラスマン   |
| 11/24 - 11/29 | ヘント             | アレックス・ラスムセン ミカエル・メルケフ                  | イルヨ・カイセ ローガー・クルーゲ                 | ブルーノ・リジ フランコ・マルヴリ                 |
| 12/15 - 12/20 | チューリッヒ       | ブルーノ・リジ フランコ・マルヴリ                          | ライフ・ランパーター クリスティアン・グラスマン   | アレクサンダー・エーシュバッハ トリスタン・マルゲ |
| 12/17 - 12/22 | アペルドールン     | ローベルト・バルトコ レオン・ファンボン ピム・リフトハルト | ダニー・スタム ペーター・スヘプ ティム・フェルト  | イルヨ・カイセ イェンス・マウリス バルト          |

### マウンテンバイク

#### UCIマウンテンバイクワールドカップ
各大会の成績については、

##### 総合成績
| 性別 | 種目             | 優勝者                 | 2位                        | 3位                      |
| ---- | ---------------- | ---------------------- | -------------------------- | ------------------------ |
| 男子 | クロスカントリー | ジュリアン・アプサロン | ホセ・アントニオ・エルミダ | バリー・スタンダー       |
| 男子 | ダウンヒル       | サム・ヒル             | グレッグ・ミナー           | スティーヴ・ピート       |
| 男子 | フォークロス     | ジェレッド・グレイヴス | ヨースト・ウィフマン       | ロマン・サラディニ       |
| 女子 | クロスカントリー | エリザーベト・オズル   | レネ・ビュベルグ           | キャサリーヌ・ペンドレル |
| 女子 | ダウンヒル       | サブリナ・ジョニエ     | トレーシー・モズリー       | エムリーヌ・ラゴ         |
| 女子 | フォークロス     | アネク・ベールテン     | フィオン・グリフィス       | ジル・キントナー         |

### シクロクロス
| イベント名               | 優勝者           | 2位                        | 3位                      |
| ------------------------ | ---------------- | -------------------------- | ------------------------ |
| ワールドカップ           | スヴェン・ネイス | バルト・ウェレンス         | ズデネーク・シュタイバー |
| スーパープレスティージュ | スヴェン・ネイス | クラース・ファントルナウト | バルト・ウェレンス       |
| GvA・トロフィー          | スヴェン・ネイス | バルト・ウェレンス         | ズデネーク・シュタイバー |

## 死去
- 1月25日……手島慶介 （ 日本・競輪選手 *1975年）
- 2月5日……フレデリック・ノルフ （ ベルギー・ロードレース選手 *1987年）
- 4月7日……ジョビー・ダイカ （ オーストラリア・トラックレース選手 *1981年）
- 4月30日……ヘンク・ナイダム （ オランダ・トラック&ロードレース選手 *1935年）
- 6月25日……ジナイダ・スタルスカヤ（ ベラルーシ・女子ロードレース選手 *1971年）
- 9月30日……ヴィクトル・ファンスヒル（ ベルギー・ロードレース選手 *1939年）
- 10月1日……竹野暢勇（ 日本・競輪選手*1935年）
- 10月12日……フランク・ヴァンデンブルック（ ベルギー・ロードレース選手 *1974年）
- 11月6日……ディミトリ・デファウ（ ベルギー・トラック&ロードレース選手 *1981年）